# Seelabach
Seelabach ist ein Gemeindeteil der Kreisstadt Kronach im Landkreis Kronach (Oberfranken, Bayern).

## Geographie
An der Stelle der ursprünglichen Einöde steht heute Haus Nr. 31 der Tannenstraße des Gemeindeteils Gehülz. Das Straßendorf Seelabach nördlich der Einöde entstand erst ab der zweiten Hälfte des 20. Jahrhunderts. Dieses liegt im Tal des gleichnamigen Baches, der ein rechter Zufluss der Haßlach ist.

## Geschichte
Gegen Ende des 18. Jahrhunderts bestand Seelabach aus einem Anwesen. Das Hochgericht übte das Rittergut Küps-Theisenort in begrenztem Umfang aus. Es hatte ggf. an das bambergische Centamt Kronach auszuliefern. Das Rittergut Küps-Theisenort war zugleich Grundherr der Fronsölde.
Mit dem Gemeindeedikt wurde Seelabach dem 1808 gebildeten Steuerdistrikt Neuses und der 1818 gebildeten Ruralgemeinde Gehülz zugewiesen. Am 1. Mai 1978 wurde Seelabach im Zuge der Gebietsreform in Bayern in Kronach eingegliedert.

### Einwohnerentwicklung
| Jahr      | 001818 | 001861 | 001871 | 001885 | 001900 | 001925 | 001950 | 001961 | 001970 | 001987 |
| Einwohner | 4      | 5      | 16     | 8      | 13     | 38     | 30     | 26     | 26     | *      |
| Häuser    | 1      |        |        | 1      | 2      | 4      | 4      | 5      |        | *      |
| Quelle    | [ 4 ]  | [ 6 ]  | [ 7 ]  | [ 8 ]  | [ 9 ]  | [ 10 ] | [ 11 ] | [ 12 ] | [ 13 ] | [ 14 ] |

## Religion
Der Ort ist römisch-katholisch geprägt und war ursprünglich nach St. Johannes der Täufer (Kronach) gepfarrt. Mit der Gründung der Pfarrei St. Bonifatius (Gehülz) in der ersten Hälfte des 20. Jahrhunderts sind die Katholiken dorthin gepfarrt.